# Chalandry
Chalandry és un municipi francès situat al departament de l'Aisne i a la regió dels Alts de França. L'any 2007 tenia 208 habitants.

## Demografia

### Població
El 2007 la població de fet de Chalandry era de 208 persones. Hi havia 76 famílies de les quals 12 eren unipersonals (4 homes vivint sols i 8 dones vivint soles), 36 parelles sense fills i 28 parelles amb fills.
La població ha evolucionat segons el següent gràfic:
Habitants censats

### Habitatges
El 2007 hi havia 98 habitatges, 81 eren l'habitatge principal de la família, 9 eren segones residències i 8 estaven desocupats. 95 eren cases i 1 era un apartament. Dels 81 habitatges principals, 65 estaven ocupats pels seus propietaris, 12 estaven llogats i ocupats pels llogaters i 4 estaven cedits a títol gratuït; 1 tenia una cambra, 1 en tenia dues, 12 en tenien tres, 21 en tenien quatre i 46 en tenien cinc o més. 51 habitatges disposaven pel capbaix d'una plaça de pàrquing. A 34 habitatges hi havia un automòbil i a 39 n'hi havia dos o més.

### Piràmide de població
La piràmide de població per edats i sexe el 2009 era:
| Homes | Edats   | Dones |
| ----- | ------- | ----- |
| 0     | 95 o +  | 0     |
| 0     | 90 a 94 | 0     |
| 0     | 85 a 89 | 0     |
| 0     | 80 a 84 | 0     |
| 8     | 75 a 79 | 8     |
| 4     | 70 a 74 | 12    |
| 0     | 65 a 69 | 0     |
| 0     | 60 a 64 | 4     |
| 12    | 55 a 59 | 0     |
| 8     | 50 a 54 | 20    |
| 4     | 45 a 49 | 4     |
| 20    | 40 a 44 | 8     |
| 12    | 35 a 39 | 0     |
| 12    | 30 a 34 | 12    |
| 4     | 25 a 29 | 8     |
| 4     | 20 a 24 | 0     |
| 0     | 15 a 19 | 4     |
| 8     | 10 a 14 | 8     |
| 12    | 5 a 9   | 4     |
| 4     | 0 a 4   | 4     |

## Economia
El 2007 la població en edat de treballar era de 143 persones, 95 eren actives i 48 eren inactives. De les 95 persones actives 85 estaven ocupades (49 homes i 36 dones) i 10 estaven aturades (6 homes i 4 dones). De les 48 persones inactives 16 estaven jubilades, 9 estaven estudiant i 23 estaven classificades com a «altres inactius».

### Ingressos
El 2009 a Chalandry hi havia 81 unitats fiscals que integraven 212 persones, la mediana anual d'ingressos fiscals per persona era de 16.267 €.

### Activitats econòmiques
Dels 6 establiments que hi havia el 2007, 3 eren d'empreses de construcció, 2 d'empreses de comerç i reparació d'automòbils i 1 d'una empresa de serveis.
Dels 3 establiments de servei als particulars que hi havia el 2009, 1 era un guixaire pintor, 1 fusteria i 1 lampisteria.
L'any 2000 a Chalandry hi havia 6 explotacions agrícoles que ocupaven un total de 519 hectàrees.

## Poblacions més properes
El següent diagrama mostra les poblacions més properes.